# Wenn die Welt untergeht – Das Wetter-Inferno
Wenn die Welt untergeht – Das Wetter-Inferno (englischer Originaltitel: Lightning: Fire from the Sky) ist ein Katastrophenfilm und spielt in den USA. Er wird im deutschen TV auch unter dem Titel 100 Millionen Volt – Inferno am Himmel gezeigt.

## Handlung
Der Film spielt in der amerikanischen Kleinstadt Rutland. Er beginnt mit der Vorstellung der wichtigsten Personen: dem 14-jährigen Schüler Eric, der als Hobby Gewitter beobachtet und sich mit der Wettererscheinung physikalisch beschäftigt, seinem Vater, dem Polizisten der Stadt (Tom) und seiner Mutter Barbara.

### Fed Mart
In Rutland soll ein neuer Fed Mart eröffnet werden und wird momentan gebaut. Dagegen gibt es eine Demonstration, die von Luke Peters, dem Betreiber des örtlichen Eisenwarenladens, angeführt wird. Er befürchtet einen Ruin für sein Geschäft, wenn alle nur noch in dem großen  Supermarkt einkaufen, aber nicht mehr bei ihm, und hat Unterstützung aus der Bevölkerung. Auch der Polizist ist grundsätzlich auf seiner Seite. Dem gegenüber steht der Bauleiter des Fed Marts, der mit dem Neubau weitermachen möchte und darauf hinweist, dass die Demonstration auf seinem Privatgrundstück stattfindet und die Demonstranten dieses zu verlassen haben. Es kommt zu einem Streit zwischen der Bürgermeisterin, die für das Projekt ist, und dem Polizisten, anschließend wird Luke Peters verhaftet und muss in eine Zelle in der örtlichen Polizeistation.

### Neues Schuljahr
Auch das neue Schuljahr geht los und Eric soll die Tochter des neuen Nachbarn, Chloe, mit zur Schule nehmen. Auf dem Weg zur Schule erzählt sie ihre Geschichte: Ihre Mutter ist gestorben und ihr Vater ist Bauingenieur und verantwortet neue Projekte von Fed Mart. Die Schüler werden vom Direktor der Schule begrüßt. Immer wieder besucht Eric die Wetterstation. Dort arbeitet Mr. Lindley, dessen Frau Anna schwanger ist. Beide machen die Entdeckung, dass auf Rutland ein Jahrhundertgewitter zukommt. Dies ergibt sich aus ihren Beobachtungen. Schon lange davor kommt es immer wieder zu Erlebnissen mit Blitzen: So wird ein Gerüstkletterer, der vor Rutland einen Hochstrommast inspiziert, von einem Blitz getroffen.

### Polizeistation
Auf der Polizeistation bekommt Luke mit, dass sich Polizist Tom um den Strafzettel 4146 der Bürgermeisterin kümmert und dieser mit seiner Hilfe „erledigt“ wird. Nach der Abfahrt der Bürgermeisterin zu einer Konferenz unterhalten sie sich über ihren Wandel, da die Bürgermeisterin eigentlich auf der Seite der Bewohner stand und die Revitalisierung der Innenstadt eines ihrer Hauptanliegen war. Heute ist ihr wichtigstes Anliegen, dass sie Bürgermeisterin des Jahres ist, ein schickes Auto fährt und ihr Outfit perfekt ist.

### Wetterstation
Unterdessen stellen Eric und Mr. Lindley in der Wetterstation fest, dass die aktuelle Wetterlage Ähnlichkeiten zu der vor 200 und 100 Jahren aufweist. Damals drehten sich zwei Gewitterfronten und kamen in Rutland aufeinander zu, sodass diese zu rotieren begannen. Sie beschließen, das Wetterbüro in St. Louis darauf aufmerksam zu machen, sodass eine Warnung herausgegeben werden kann. Die Chancen stehen allerdings schlecht, da es in der Vergangenheit schon Fehlalarme gab. Die Versuche, Leiter Porter Randall zu überzeugen, scheitern.

### Stadt
In der Nähe der Stadt kommt es zu ersten Auswirkungen der Gewitterfronten: So werden ein Fußballfeld und die Schule von Blitzen getroffen. Die Schule wird schwer verwüstet, der Direktor verletzt und in das Krankenhaus gebracht, in dem die Mittel nach der Renovierung und nach dem Titel der Bürgermeisterin als Bürgermeisterin des Jahres um 10 % gekürzt worden sind. Während die Schule durch die lokalen Behörden untersucht wird, erfährt man, dass Chloe zu ihrem Vater ein gutes Verhältnis hat, Eric zu seinem Vater aber nicht, was wohl mit seinem Bruder Jason zu tun hat. Nach einem Streit mit seinem Vater, der die Warnungen des Sohnes nicht ernst nimmt und dem das Gewitterhobby seines Sohnes auf die Nerven geht, fährt Eric in die Wetterstation. Charles (Mr. Lindley) fährt jedoch zu seiner Frau Anna, die schwanger ist. Auf dem Weg in das Krankenhaus wird ein Strommast von einem Blitz getroffen und fällt auf das Auto, in dem sich beide befinden. Dadurch liegen auf und neben dem Auto Stromkabel, sodass eine eigene Befreiung aus der Situation schwierig bis unmöglich ist. Beide werden vom Polizisten befreit, während Luke Peters in der Polizeistation aus der Haft entlassen wurde und Telefondienst schiebt.

### Gewitter
Auf der Baustelle von Fed Mart verschlechtert sich die Situation: Das Gewitter hat inzwischen das Bauprojekt erreicht. Der Bauleiter will die Arbeit aber immer noch nicht beenden, der Sicherheitsingenieur lässt aber abbrechen, da Eric in der Wetterstation den Alarm ausgelöst hat und die schlechte Sicht keine weiteren Arbeiten zulässt. Während der Sicherheitsingenieur alle Bauarbeiter informiert, dass sie aufhören können, wird auch er von einem Blitz getroffen und stirbt.

### Wetterwarnung
In der Wetterstation versucht Eric mehrmals, das nationale Wetterbüro in St. Louis von einer Warnung zu überzeugen, jedoch vergeblich. Er löst Alarm aus und verbreitet über Radio eine Warnung. Nachdem der Blitz in Chloes Wohnung eingeschlagen hat, fährt sie zu ihm und leistet ihm Gesellschaft. Sie unterhalten sich dabei über das Verhältnis zwischen ihm und seinem Vater. Dieses ist seit dem Tod von Bruder Jason sehr schlecht. Eric sagt über seinen Bruder nur so viel, dass er Quarterback und ein 1er-Schüler war. Im nationalen Wetterbüro laufen noch am Abend sehr viele Notfallmeldungen ein, sodass sich der Meteorologe bei Eric entschuldigt. Die Situation verschlechtert sich immer mehr und die Gewitter werden stärker. So hat Porter Randall vom Wetterbüro beschlossen, ein Beobachtungsflugzeug in die Gegend zu schicken. Dieses wird im Gewitter vom Blitz getroffen und explodiert.

### Krankenhaus
Auch im örtlichen Krankenhaus spitzt sich die Situation zu. Immer mehr Verletzte müssen aufgrund des Unwetters behandelt werden. Nach einem Blitzeinschlag in das E-Werk fällt dieses aber aus und die Stromversorgung bricht zusammen. Der Notstromgenerator hält noch eine Weile, fällt aber später aus. Die Lösung ist, dass der Generator der Baustelle von Fed Mart geholt wird und nun das Krankenhaus versorgt. Darüber vertragen sich Luke Peters und der Bauleiter des Fed Mart wieder, weil der Anschluss des Generators ohne eine Verbindung aus Luke Peters’ Eisenwarenladen nicht möglich gewesen wäre. Der Bauleiter beschließt, bei Fed Mart zu kündigen, und möchte ein neues Leben in Rutland beginnen. Außerdem will er mehr Zeit für seine Tochter Chloe haben.

### Lösung
Auch für das Gewitter ergibt sich eine Lösung: Die Idee ist, dass die Rohöltanks der Stadt in die Luft gesprengt werden. Dies soll mit Hilfe der Rakete geschehen, die Eric in seinem Zimmer hat. Wenn diese mit einem Draht verbunden und von den Tanks abgeschossen wird, gibt es eine Explosion. Diese Explosion verbrennt Sauerstoff und es entsteht ein Vakuum mit Sogwirkung, die das Unwetter trichterförmig nach unten zieht. Während der Fahrt vertragen sich Eric und sein Vater Tom wieder. Erics Bruder Jason ist bei einem Unfall gestorben und beide haben sich die Schuld an dem Ereignis gegeben. Nach einer Aussprache arbeiten beide zusammen und die Idee funktioniert, das Unwetter löst sich auf. Die Bürgermeisterin kommt hinzu und ist über die Sprengung der Tanks verwirrt, wird aber verhaftet, weil Polizist Tom inzwischen erfahren hat, dass sie sich hat bestechen lassen. So wurde ihr das Auto geschenkt und sie hat sämtliche Vorkaufsrechte für die anliegenden Grundstücke übertragen bekommen. Zum Schluss wird die Unwetterwarnung durch Eric aufgehoben.

## Drehorte
Der Film wurde u. a. in Northfield, Vermont gedreht.